# Jan Huisken

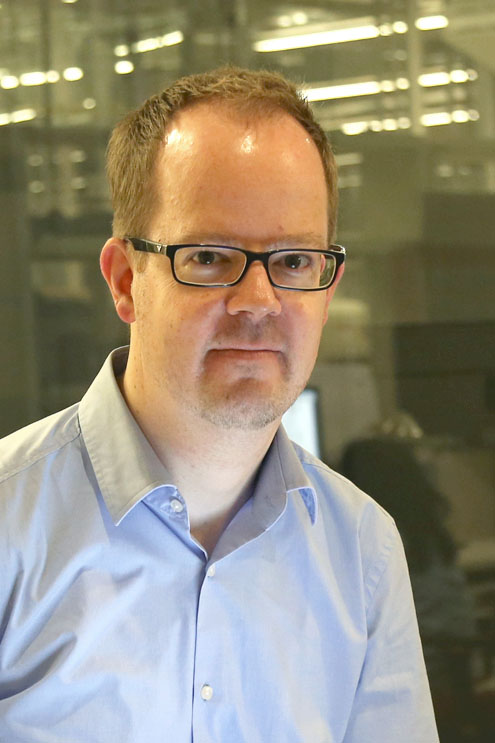
Jan Huisken

Jan Huisken (* 26. November 1974 in Göttingen) ist ein deutscher Physiker. Er ist seit 2016 Forschungsgruppenleiter und Direktor der Abteilung Medical Engineering am Morgridge Institute for Research an der University of Wisconsin in Madison. Huisken gilt als Mitbegründer der modernen Lichtblattmikroskopie und wurde für seine Arbeiten mit der Medaille für Lichtmikroskopie 2017 der Royal Microscopical Society (RMS) ausgezeichnet.  

## Leben
Huisken studierte Physik an der Georg-August-Universität Göttingen und an der Ruprecht-Karls-Universität Heidelberg. Anschließend war er Doktorand im Internationalen Doktorandenprogramm des European Molecular Biology Laboratory (EMBL) in Heidelberg. In der Gruppe von Ernst H. K. Stelzer forschte er an optischen Fallen und hochauflösender Fluoreszenzmikroskopie von 2000 bis 2004. Im Mittelpunkt standen dabei seine Arbeiten an der multidimensionalen Lichtblattmikroskopie (Selective Plane Illumination Microscopy, SPIM) und dessen Anwendungen in den Lebenswissenschaften. Huisken schloss diese Arbeiten mit der Promotion an der Albert-Ludwigs-Universität Freiburg in 2004 ab. Als eine der ersten Anwendungen der Lichtblattmikroskopie wandte Huisken sich der Untersuchung von Medaka-Embryos im Labor von Joachim Wittbrodt zu. Im Jahr 2005 wechselte Huisken für eine Post-Doktorandenstelle in die Gruppe von Didier Stainier an der University of California in San Francisco. Mit seinem selbst erbauten Mikroskop erforschte er dort die kardiovaskuläre Morphogenese und Funktion im Zebrafisch. Durch diese Arbeiten gelang ihm ein Durchbruch als heute internationaler Mikroskopentwickler.
Von 2010 bis 2016 war Huisken eigenständiger Gruppenleiter am Max-Planck-Institut für molekulare Zellbiologie und Genetik in Dresden, Deutschland. 2013 trat er auch dem Zentrum für Systembiologie in Dresden bei. Seit 2016 ist er Gruppenleiter und Direktor der Abteilung Medical Engineering am Morgridge Institute for Research in Madison an der University of Wisconsin in Madison. 2021 wurde Huisken auf eine Alexander-von-Humboldt-Professur an die Georg-August-Universität Göttingen berufen.
Huisken ist verheiratet und hat zwei Kinder.

## Auszeichnungen
- 2017: Medaille für Lichtmikroskopie der Royal Microscopical Society (RMS)[5]
- 2015: Consolidator Grant des Europäischen Forschungsrats (ERC)[6]
- 2015: Young Investigator der European Molecular Biology Organization (EMBO)[7]
- 2011: Career Development Award des Human Frontier Science Program (HFSP)
- 2009: Postdoktorales Stipendium des Cardiovascular Research Institutes, University of California, San Francisco
- 2006: Fachübergreifendes postdoktorales Stipendium des Human Frontier Science Program (HFSP)

## Ausgewählte Publikationen
- Rory M Power, Jan Huisken: A guide to light-sheet fluorescence microscopy for multiscale imaging. In: Nature Methods. Band 14, Nr. 4, April 2017, ISSN 1548-7091, S. 360–373, doi:10.1038/nmeth.4224 (nature.com [abgerufen am 30. Mai 2018]).
- Wiebke Jahr, Benjamin Schmid, Christopher Schmied, Florian O. Fahrbach, Jan Huisken: Hyperspectral light sheet microscopy. In: Nature Communications. Band 6, Nr. 1, 2. September 2015, ISSN 2041-1723, doi:10.1038/ncomms8990 (nature.com [abgerufen am 30. Mai 2018]).
- Nico Scherf, Jan Huisken: The smart and gentle microscope. In: Nature Biotechnology. Band 33, Nr. 8, August 2015, ISSN 1087-0156, S. 815–818, doi:10.1038/nbt.3310 (nature.com [abgerufen am 30. Mai 2018]).
- Andrea Bassi, Benjamin Schmid, Jan Huisken: Optical tomography complements light sheet microscopy for in toto imaging of zebrafish development. In: Development. Band 142, Nr. 5, 1. März 2015, ISSN 0950-1991, S. 1016–1020, doi:10.1242/dev.116970, PMID 25655702 (biologists.org [abgerufen am 30. Mai 2018]).
- Michaela Mickoleit, Benjamin Schmid, Michael Weber, Florian O Fahrbach, Sonja Hombach, Jan Huisken: High-resolution reconstruction of the beating zebrafish heart. In: Nature Methods. Band 11, Nr. 9, 20. Juli 2014, ISSN 1548-7091, S. 919–922, doi:10.1038/nmeth.3037 (nature.com [abgerufen am 30. Mai 2018]).
- Benjamin Schmid, Gopi Shah, Nico Scherf, Michael Weber, Konstantin Thierbach, Jan Huisken: High-speed panoramic light-sheet microscopy reveals global endodermal cell dynamics. In: Nature Communications. Band 4, Nr. 1, 25. Juli 2013, ISSN 2041-1723, doi:10.1038/ncomms3207 (nature.com [abgerufen am 30. Mai 2018]).
- Anna Kaufmann, Michaela Mickoleit, Michael Weber, Jan Huisken: Multilayer mounting enables long-term imaging of zebrafish development in a light sheet microscope. In: Development. Band 139, Nr. 17, 1. September 2012, ISSN 0950-1991, S. 3242–3247, doi:10.1242/dev.082586, PMID 22872089 (biologists.org [abgerufen am 30. Mai 2018]).
- Aristides B. Arrenberg, Didier Y. R. Stainier, Herwig Baier, Jan Huisken: Optogenetic Control of Cardiac Function. In: Science. Band 330, Nr. 6006, 12. November 2010, ISSN 0036-8075, S. 971–974, doi:10.1126/science.1195929, PMID 21071670 (sciencemag.org [abgerufen am 30. Mai 2018]).
- Shane P. Herbert, Jan Huisken, Tyson N. Kim, Morri E. Feldman, Benjamin T. Houseman: Arterial-Venous Segregation by Selective Cell Sprouting: An Alternative Mode of Blood Vessel Formation. In: Science. Band 326, Nr. 5950, 9. Oktober 2009, ISSN 0036-8075, S. 294–298, doi:10.1126/science.1178577, PMID 19815777 (sciencemag.org [abgerufen am 30. Mai 2018]).
- Jan Huisken, Didier Y. R. Stainier: Selective plane illumination microscopy techniques in developmental biology. In: Development. Band 136, Nr. 12, 15. Juni 2009, ISSN 0950-1991, S. 1963–1975, doi:10.1242/dev.022426, PMID 19465594 (biologists.org [abgerufen am 30. Mai 2018]).
- Jan Huisken, Didier Y. R. Stainier: Even fluorescence excitation by multidirectional selective plane illumination microscopy (mSPIM). In: Optics Letters. Band 32, Nr. 17, 1. September 2007, ISSN 1539-4794, S. 2608–2610, doi:10.1364/OL.32.002608 (osapublishing.org [abgerufen am 30. Mai 2018]).
- Jan Huisken, Jim Swoger, Filippo Del Bene, Joachim Wittbrodt, Ernst H. K. Stelzer: Optical Sectioning Deep Inside Live Embryos by Selective Plane Illumination Microscopy. In: Science. Band 305, Nr. 5686, 13. August 2004, ISSN 0036-8075, S. 1007–1009, doi:10.1126/science.1100035, PMID 15310904 (sciencemag.org [abgerufen am 30. Mai 2018]).